# 伦都儿灰
伦都儿灰（14世纪—1407年），又作娄多尔辉，汉名柴秉诚。明朝蒙古族将领。
元朝末年居住在甘肃塞外，为阿苏特部阿鲁台的部下。永乐三年（1405年），明朝将领宋晟招抚，他和把都帖木儿（汉名吴允诚）率部五千余人归顺明朝，被明朝赐姓柴，名秉诚，任命他为后军都督佥事。明成祖命他率属下部众到凉州（今甘肃省武威市）耕牧，赐给他们牛羊、钞币，来招降蒙古军民归降。永乐五年（1407年）柴秉诚在任所去世。他的儿子别力哥出塞立功。